# 新宿マインズタワー
新宿マインズタワー（しんじゅくマインズタワー、マインズは「MAYNDS」）は、東京都渋谷区代々木二丁目にある超高層オフィスビルである。

## 概要
隣接する旧国鉄中央鉄道病院（現：JR東京総合病院）職員寮の跡地に、旧国鉄の債務償還を目的にした日本国有鉄道清算事業団（現：鉄道建設・運輸施設整備支援機構）による不動産変換ローン方式土地処分の第一号物件として、事業団子会社のレールシティ東開発がデベロッパーとなり1992年5月に着工。1995年9月に竣工した。同社としては最初のテナントオフィスビルかつ、新宿駅南口界隈初の超高層ビルである。
本ビルに次いで、新宿貨物駅跡地にタカシマヤタイムズスクエア、NTTドコモ代々木ビルが同様にレールシティ東開発による不動産変換ローン方式で建設事業に着手し、竣工した。
建築用途が混在する既成市街地の中で、延床面積10万m²を超える巨大建築を実現させるため、総合設計制度を採用する事により、容積率の緩和とともに斜線制限の緩和を受け、形態および配置の自由度を得ることで低層の住居、学校、病院等が密集し、道路幅員も狭い敷地西側からできるだけ距離をとり、L字型の変形敷地の一辺を街のポケットパークとなるオープンスペースとした。また敷地内の東西を結ぶ2本の貫通道路を含め敷地の約7割を公開空地とし、巨大建築が当然持つべき公共性の確保にも努めた。
建設当時における賃貸オフィスビルの厳しいテナント獲得競争に勝ち残る魅力を創出すべく、「自然光のあふれる明るいオフィス」をコンセプトに片面開口が南面する高さ105メートルのアトリウムを中心に、執務空間と共用部に自然光を豊かに採り入れ、「明るいオフィス」とともに、災害時の心理的安心感と防災安全性を、またこれによりオフィスレイアウトの自由度を高めることも実現した。
1階と地下には飲食店がある。また、都営大江戸線新宿駅開通時に大江戸線専用のA1出口と直結されている（大江戸線・都営新宿線・京王線以外の入出場は不可）。また、南方向に徒歩5分ほどで代々木駅にも到達する。

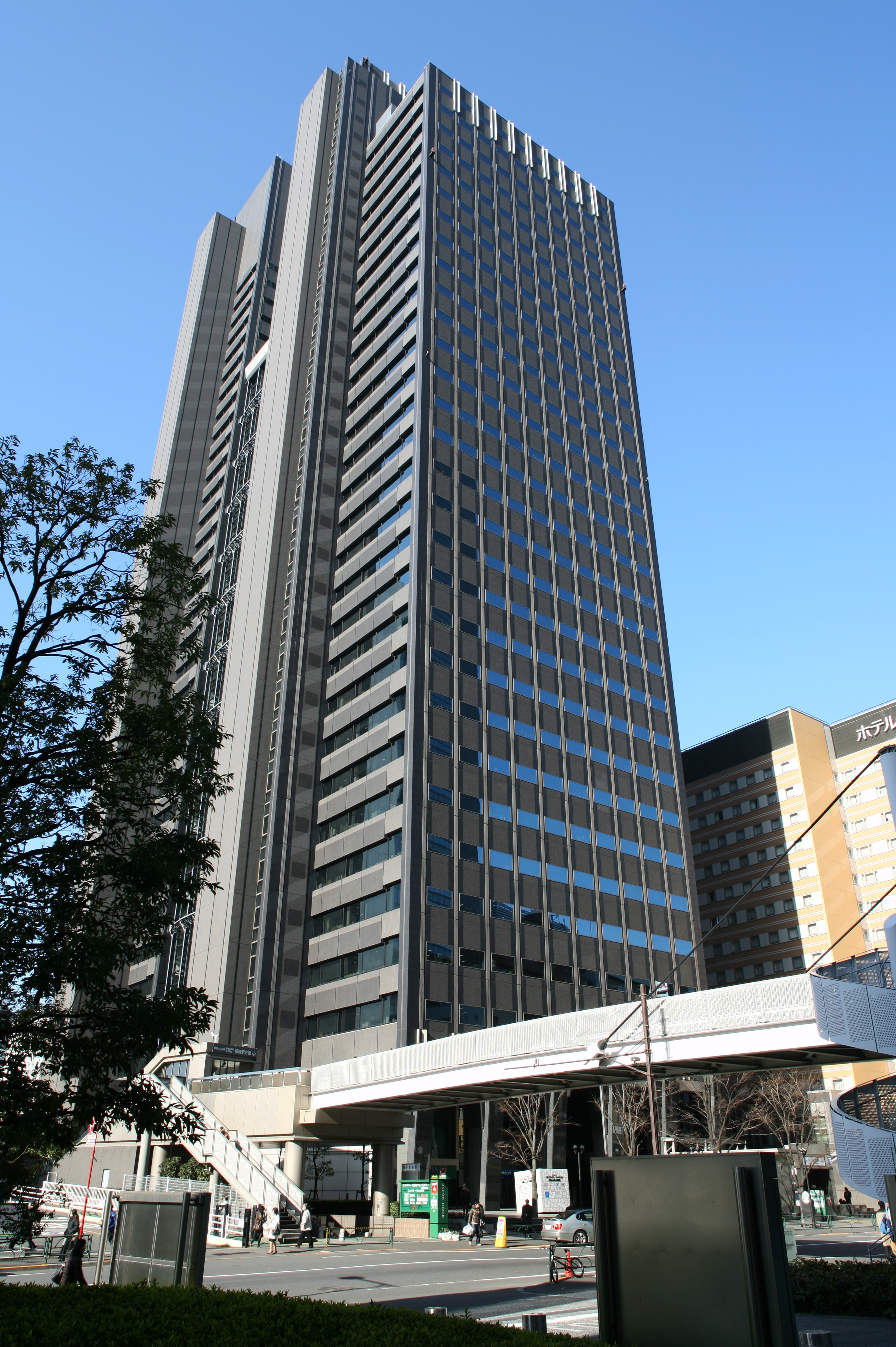
南東から見る
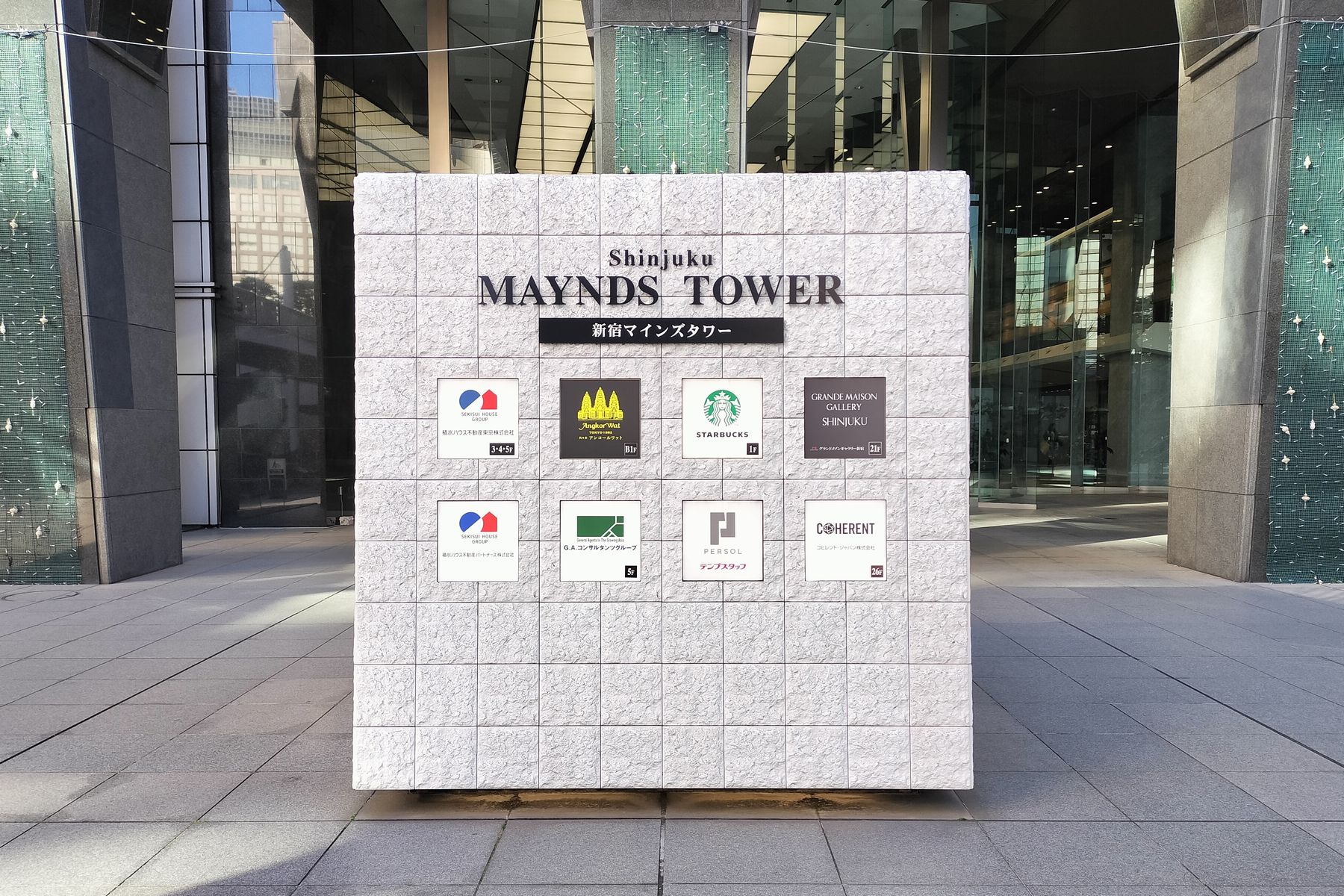
正面玄関付近
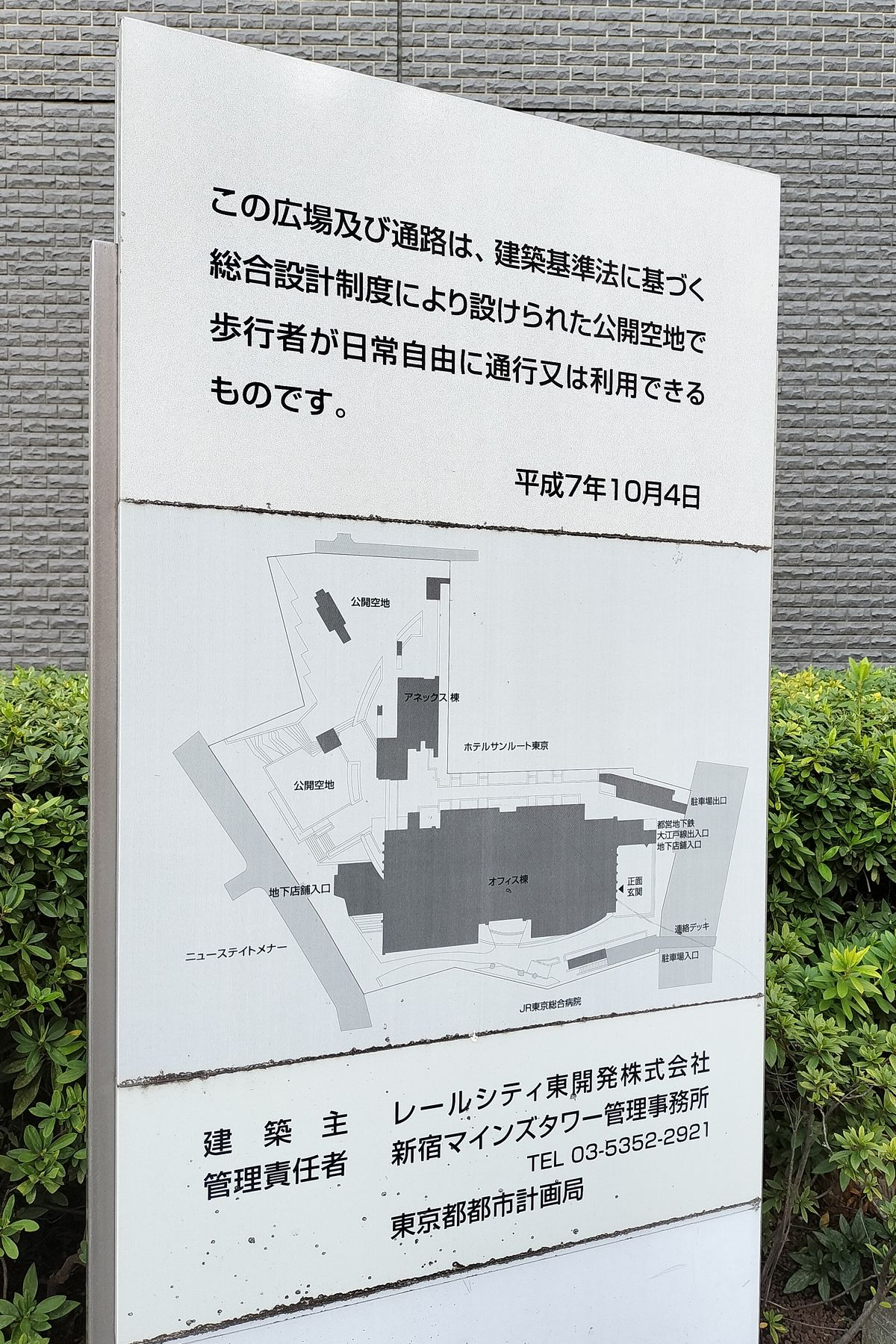
公開空地の表示
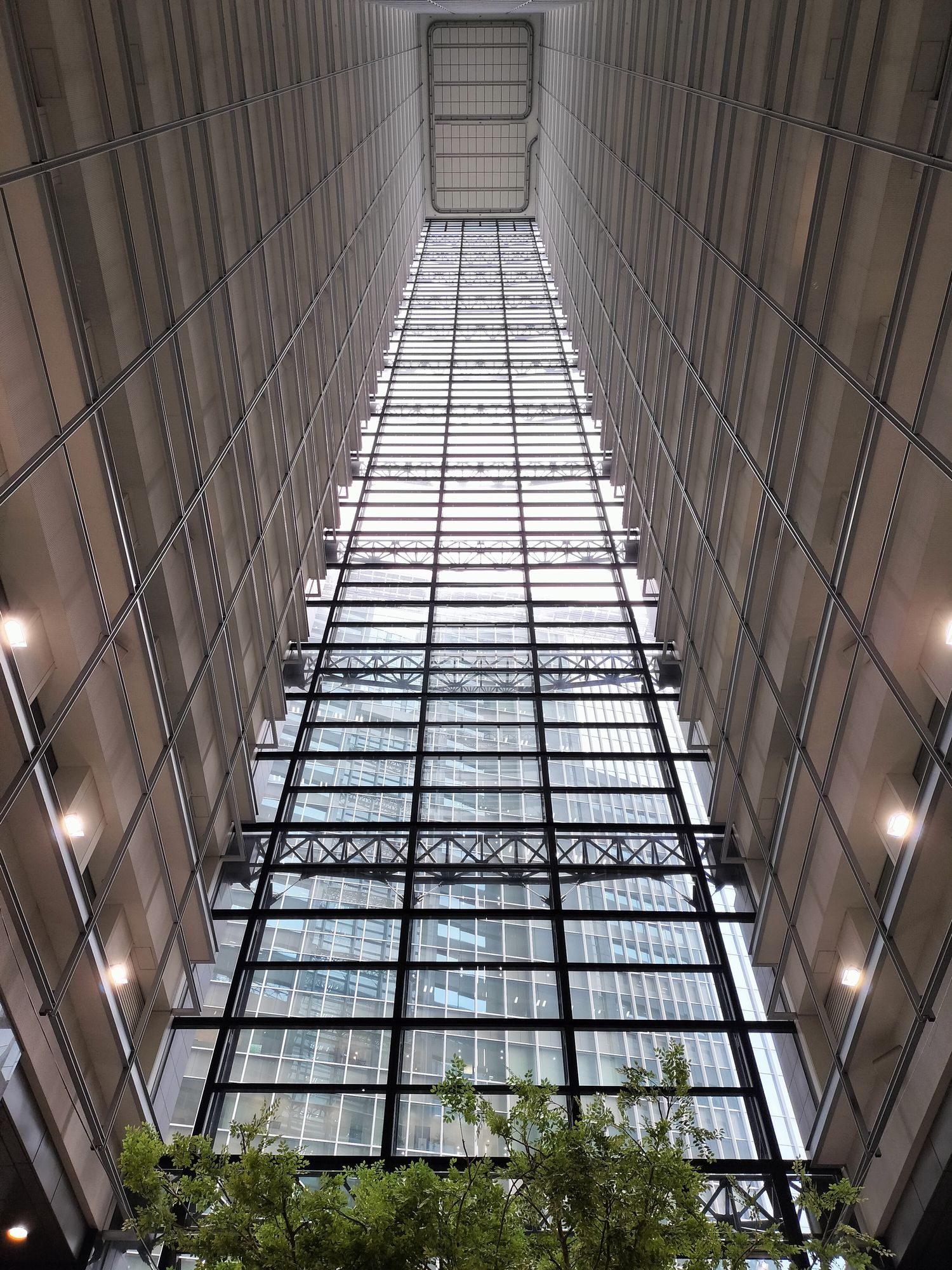
中央部の吹き抜けから南側を見る

### 所有者
レールシティ東開発の出資者である日本生命保険・第一生命保険・住友生命保険が当初区分所有していたが、2005年にダヴィンチ・ホールディングスが組成したファンドがそのほとんどを買収し、有限会社新宿マインズタワーを設立。一部テナントに対して賃料値上げ訴訟を提起した（対岸のタカシマヤタイムズスクエアでも同様の事態が起きた）。
その後、2007年にダヴィンチグループが運用するJ-REITのDAオフィス投資法人（後の大和証券オフィス投資法人）が取得した。2017年12月、シンガポール政府投資公社（GIC）が本ビルの持ち分約43%を約625億円で大和証券オフィス投資法人から取得した。これにより本ビルは、大和証券オフィス投資法人とGICが共同でビルを管理・運営する体制に移行した。

## テナント企業

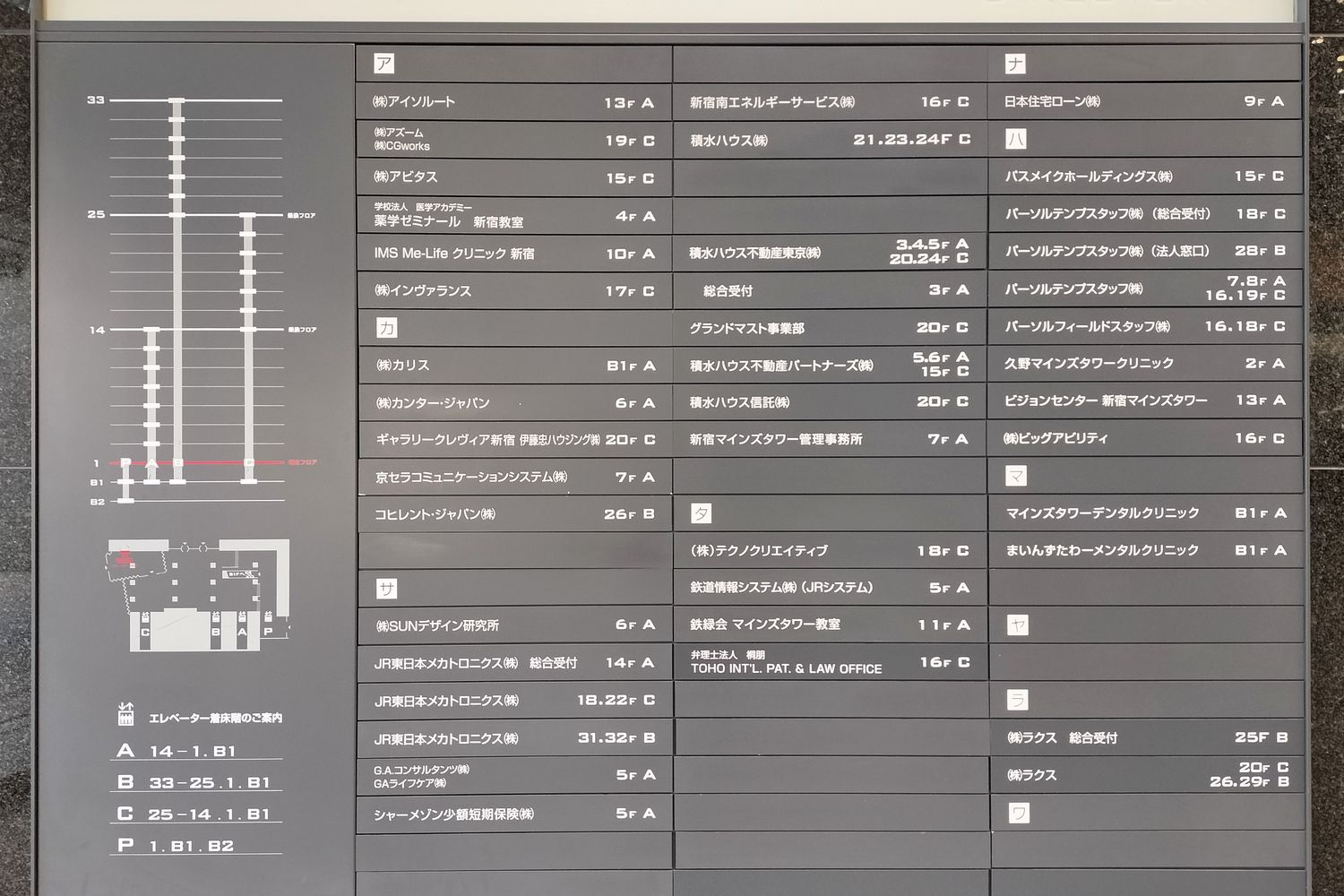
入居企業（2024年）

- パーソルホールディングス本店
- 積水ハウスグループ
- JR東日本メカトロニクス
- 鉄道情報システム
- アビタス新宿本校
- 日本住宅ローン株式会社
- テクノクリエイティブ
- 鉄緑会
- ほか[注 1]

- 入居企業（2024年）

### 店舗等
1階
- スターバックス新宿マインズタワー店

地下1階
- ファミリーマート新宿マインズタワー店
- DELHI'S CURRY新宿店
- 赤坂重慶府
- プロントIL BAR 新宿マインズタワー店
- 博多もつ鍋やまや新宿マインズタワー店
- セブン銀行ATM

## アクセス
- 都営地下鉄大江戸線・新宿線・京王線新宿駅A1出口直結
- JR東日本新宿駅新南改札より徒歩2分
- JR東日本・都営地下鉄大江戸線代々木駅北口改札より徒歩7分
- 三井のリパークによる地下駐車場（機械式）あり

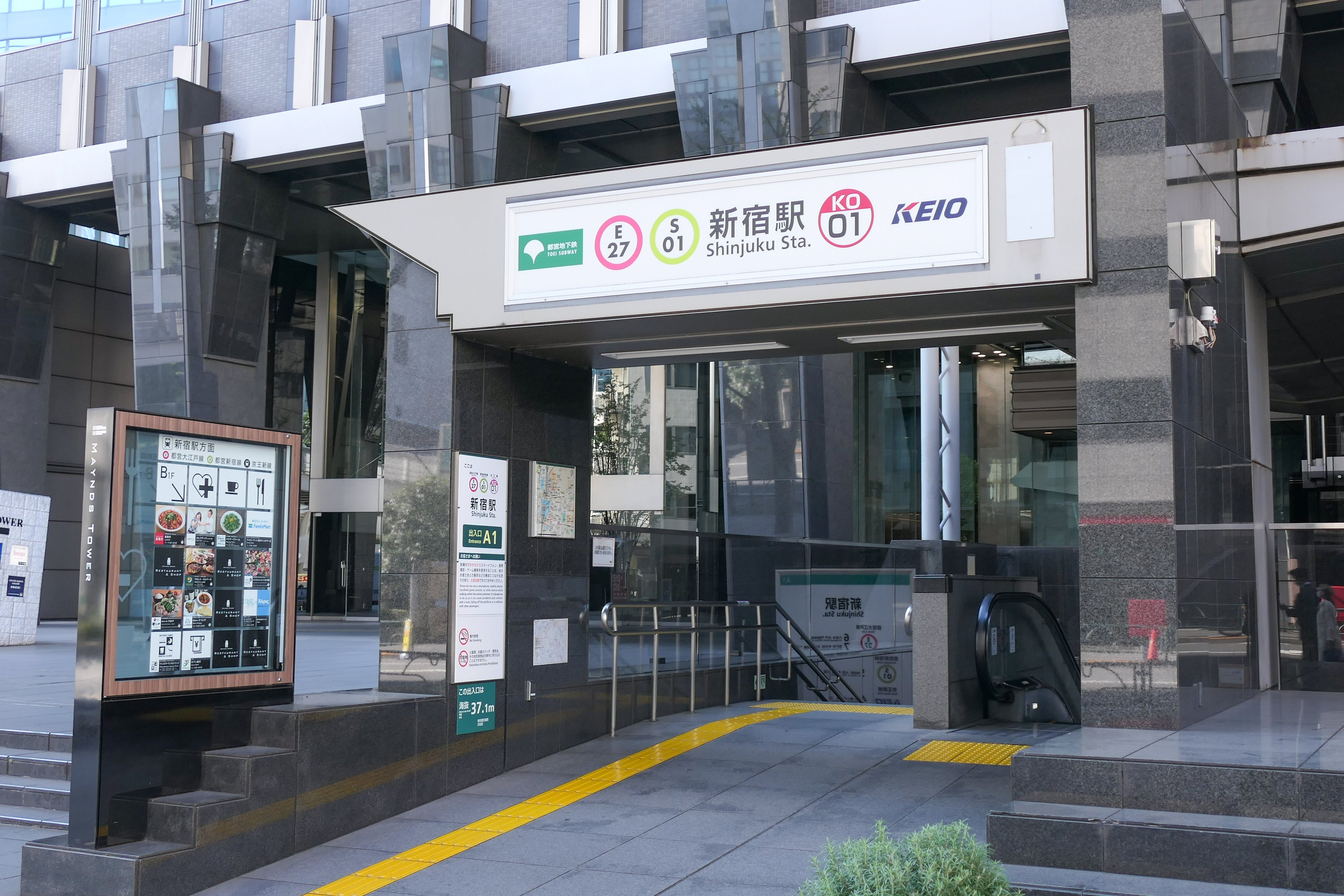
新宿駅A1出入口

## 近隣施設
- 北 - ホテルサンルートプラザ
- 東 - JR東日本本社ビル
- 南 - JR南新宿ビル、JR東京総合病院
- 西 - ニューステートメナー

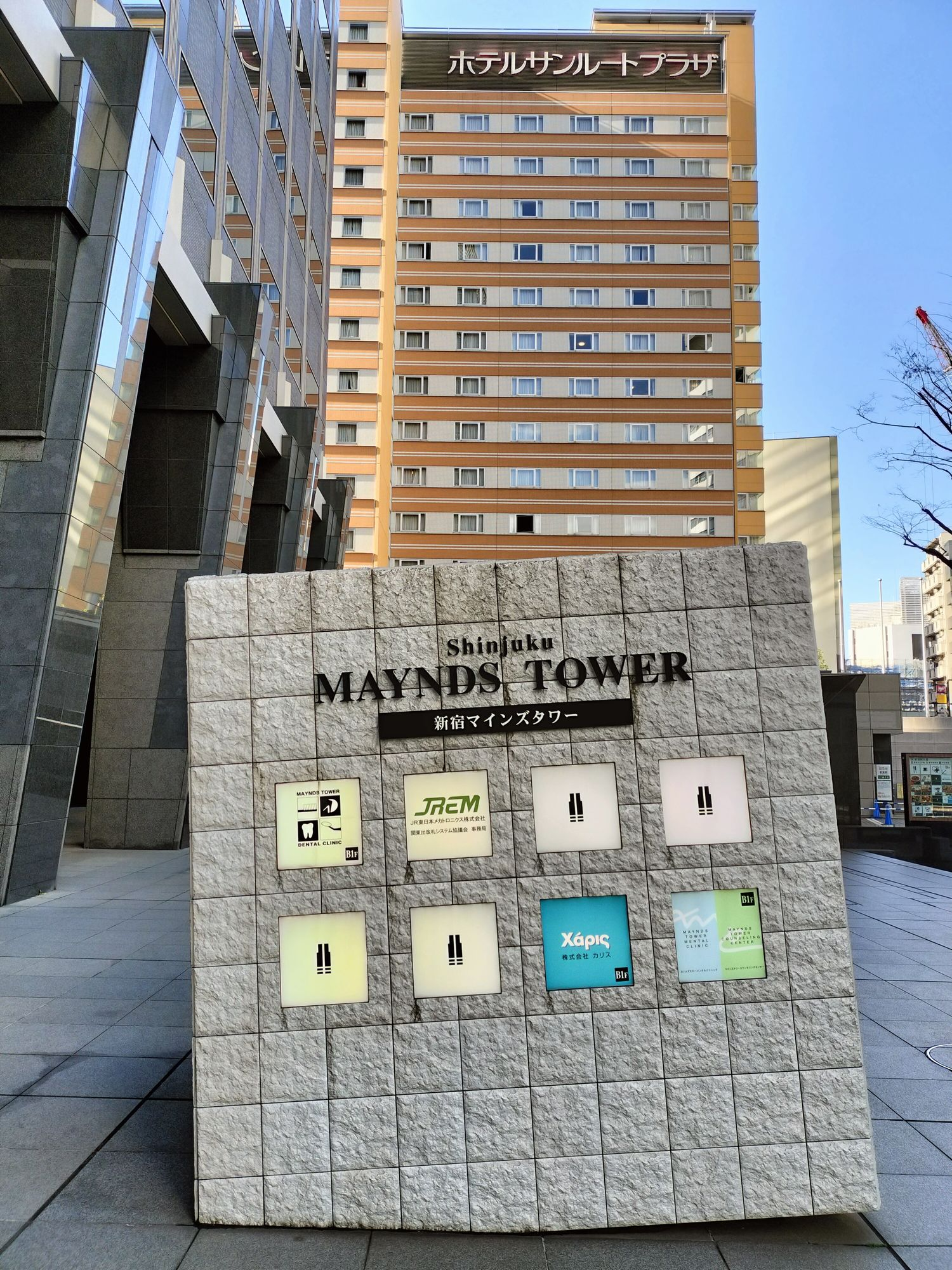
北側にホテルサンルートプラザ
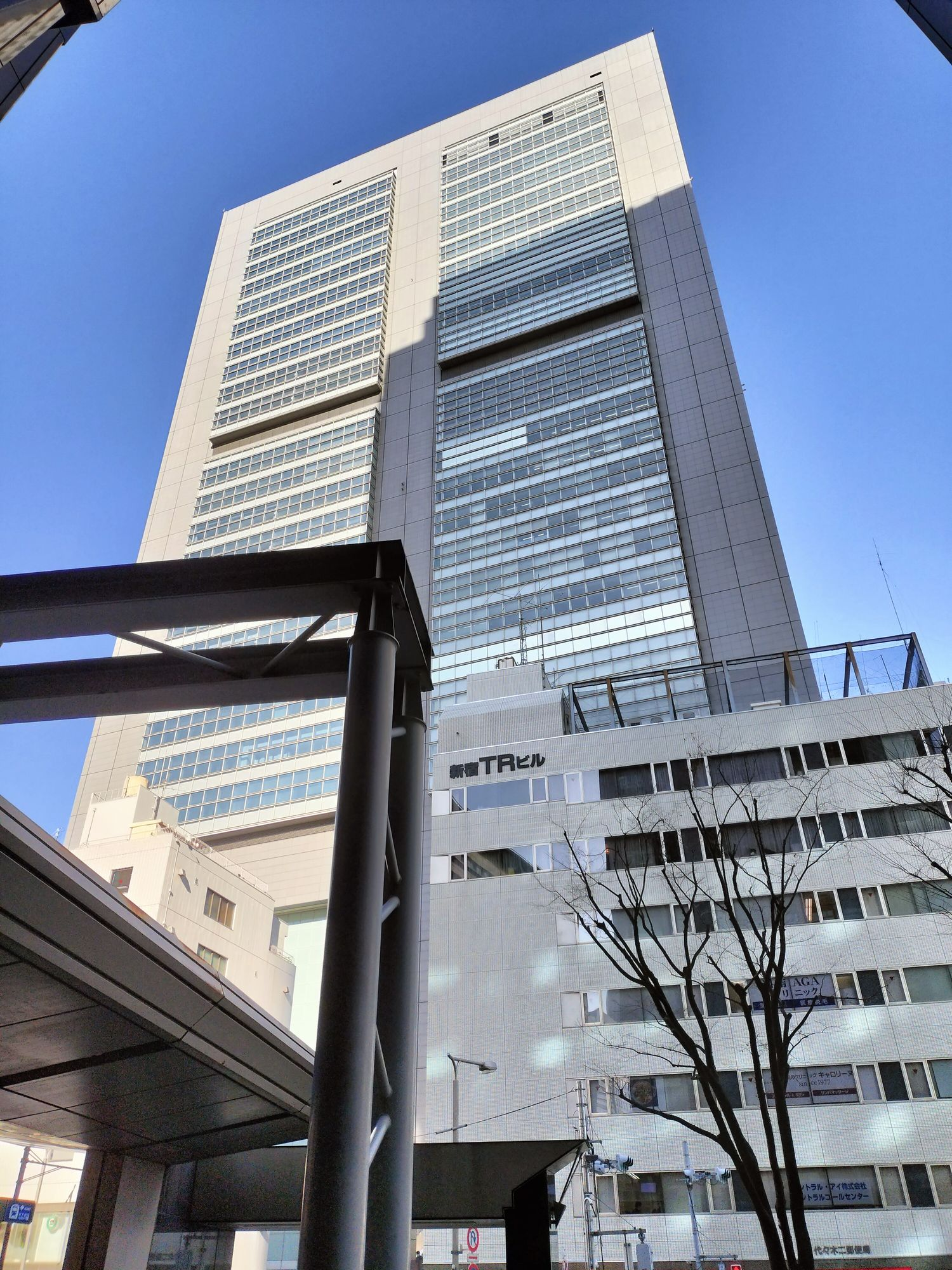
東側にJR東日本本社ビル
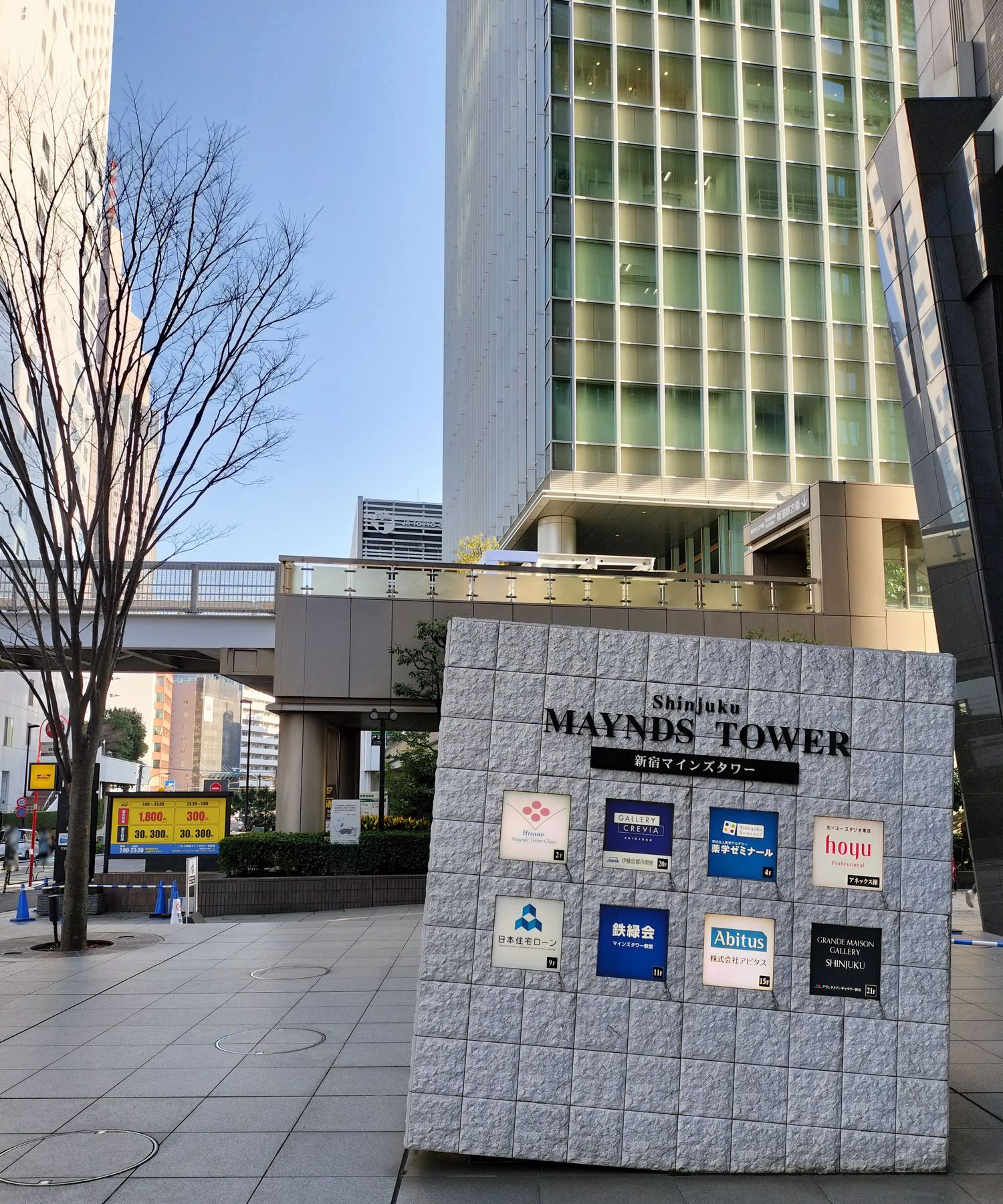
南側にJR南新宿ビル（手前）とJR東京総合病院（奥）
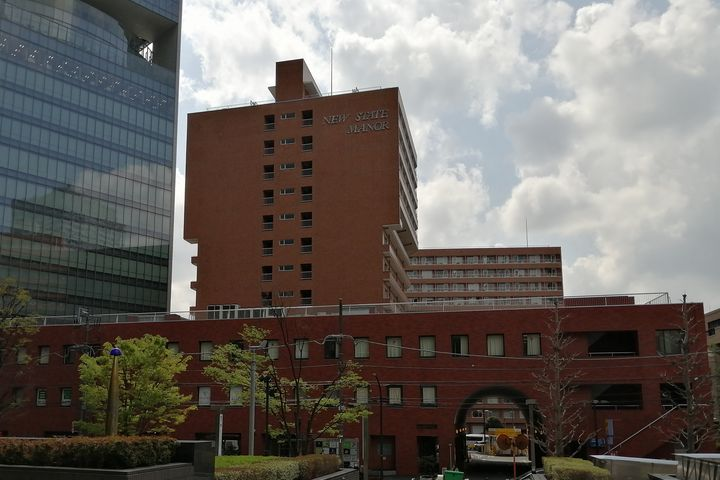
西側にニューステートメナー